# Wachstum (Gruppentheorie)
Im mathematischen Gebiet der Gruppentheorie zählt die Wachstumsrate einer Gruppe grob die Anzahl der Elemente, die sich als Produkte der Länge {\displaystyle n} aus gegebenen Erzeugern darstellen lassen.

## Wachstum von Graphen
Es sei {\displaystyle (V,E)} ein Graph und {\displaystyle v_{0}\in V} ein fest gewählter Knoten.
Für {\displaystyle n\in \mathbb {N} } sei {\displaystyle a_{n}} die Anzahl der Knoten {\displaystyle v\in V}, für die es einen Weg aus maximal {\displaystyle n} Kanten von {\displaystyle v_{0}} nach {\displaystyle v} gibt.
Die Wachstumsrate des Graphen ist per Definition die Wachstumsrate der Folge {\displaystyle (a_{n})_{n}}.

## Wachstum von Gruppen
Es sei {\displaystyle G} eine endlich erzeugte Gruppe und {\displaystyle S} ein endliches Erzeugendensystem.
Als Wachstumsrate der Gruppe {\displaystyle G} bezeichnet man die Wachstumsrate des Cayleygraphen für {\displaystyle S}.
Genauer bedeutet dies das Folgende:
Ist {\displaystyle S=\{s_{1},\dots ,s_{k}\}}, so lässt sich jedes Gruppenelement {\displaystyle g\in G} als Wort {\displaystyle g=s_{i_{1}}^{e_{1}}\cdots s_{i_{m}}^{e_{m}}} schreiben, wobei {\displaystyle m\in \mathbb {N} }, die Indizes {\displaystyle i_{1},\dots ,i_{m}} Elemente von {\displaystyle \{1,\dots ,n\}} und die Exponenten {\displaystyle e_{1},\dots ,e_{m}\in \mathbb {Z} } beliebige ganze Zahlen sind.
Für jedes {\displaystyle n\in \mathbb {N} } sei {\displaystyle a_{n}} die Anzahl der Elemente von {\displaystyle G}, die eine solche Schreibung mit {\displaystyle |e_{1}|+\dots +|e_{m}|\leq n} besitzen.
Die Wachstumsrate der Gruppe {\displaystyle G} ist dann gerade die Wachstumsrate der Folge {\displaystyle (a_{n})_{n}}.
Unterschiedliche Erzeugendensysteme geben zwar unterschiedliche Cayleygraphen und damit auch unterschiedliche Folgen {\displaystyle (a_{n})_{n}}, jedoch sind die Cayleygraphen unterschiedlicher endlicher Erzeugendensysteme zueinander bilipschitz-äquivalent,
womit die Wachstumsrate der Folge nur von der Gruppe {\displaystyle G} und nicht vom gewählten Erzeugendensystem abhängt.

## Beispiele
- Das Wachstum von {\displaystyle \mathbb {Z} } ist linear.
- Das Wachstum von {\displaystyle \mathbb {Z} ^{2}} ist quadratisch.
- Das Wachstum einer nilpotenten Gruppe ist polynomiell vom Grad {\displaystyle \sum rk(L_{i}(G))}, wobei {\displaystyle L_{i}(G)} die abelschen Gruppen in der absteigenden Zentralreihe von {\displaystyle G} und {\displaystyle rk(L_{i}(G))} ihr Rang sind (Bass-Guivarc‘h-Formel).
- Satz von Gromov: Eine Gruppe hat genau dann polynomielles Wachstum, wenn sie virtuell nilpotent ist.[1][2]
- Satz von Milnor-Wolf: Eine auflösbare Gruppe hat entweder polynomielles oder exponentielles Wachstum.
- Die Grigortschuk-Gruppe hat subexponentielles, aber nicht polynomielles Wachstum.[3]
- Das Wachstum einer nichtabelschen freien Gruppe ist exponentiell.
- Fundamentalgruppen kompakter riemannscher Mannigfaltigkeiten negativer Schnittkrümmung haben exponentielles Wachstum.[4]